# Siebel Fh 104
Die Siebel Fh 104 „Hallore“ war ein ziviles Reiseflugzeug des Flugzeugherstellers Flugzeugbau Halle (später Siebel Flugzeugwerke).

## Geschichte

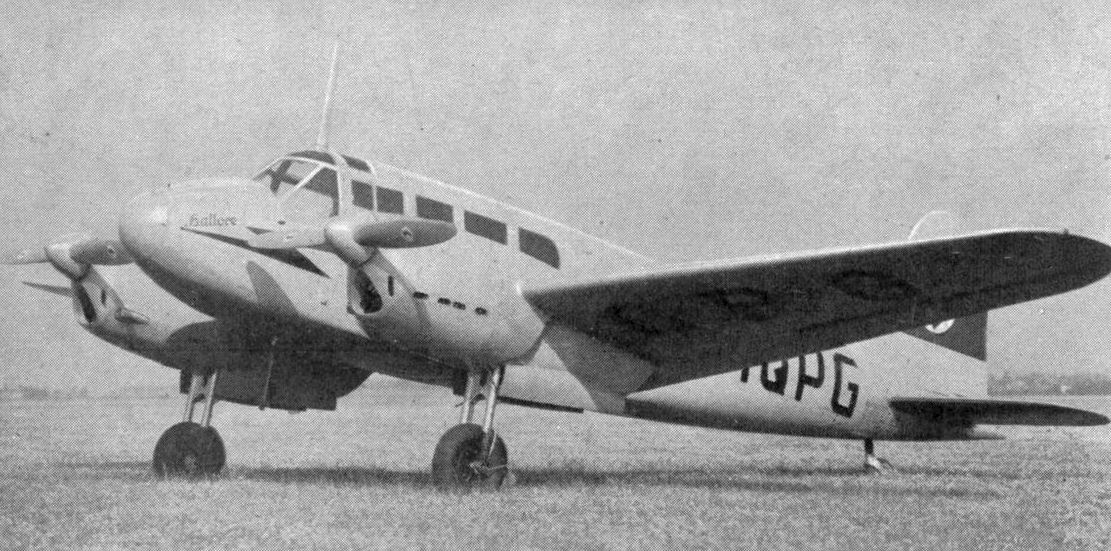
Siebel Fh 104

Das Muster wurde als reines Reiseflugzeug 1936 unter der Leitung von Friedrich Fecher (1904–1986) entworfen. Es trug anfangs noch den Namen Klemm 104, weil die Entwicklung im Hallenser Werk von Hanns Klemm begonnen wurde. Da Klemm auf Weisung des Reichsluftfahrtministeriums (RLM) das Flugzeugwerk in Halle mit der Konstruktionsabteilung im Dezember 1937 an Friedrich Siebel abgeben musste (→ Siebel Flugzeugwerke), wurde der Typ später in Siebel Fh 104 umbenannt. Der Erstflug des Prototyps mit dem Kennzeichen D–IEHR führte Chefpilot Wolfgang Ziese am 25. Februar 1937 durch. Im August 1937 wurde die Musterfreigabe durch das RLM erteilt. Das Flugzeug war ein freitragender Tiefdecker in Gemischtbauweise (Metallrumpf und Tragflächen aus Holz) mit einziehbarem Spornradfahrwerk. Der Pilot und die maximal vier Passagiere saßen in einer geschlossenen Kabine. Die ab 1937 in Serie gebaute Maschine wurde eines der beliebtesten zweimotorigen Reiseflugzeuge, das auch von Größen des damaligen Regimes wie den Generälen Udet oder Kesselring verwendet wurde. Des Weiteren wurden mit dem Flugzeug diverse Flugwettbewerbe wie beispielsweise der 24-Stunden-Europarundflug vom 2. bis zum 3. September 1938 über zwölf Länder und die internationalen Luftrennen in Frankfurt am Main 1938 und 1939 erfolgreich absolviert. Ein Etappen-Langstreckenflug nach Kapstadt über rund 40.000 km wurde vom 16. Januar bis 17. März 1939 durchgeführt. Der Beginn des Zweiten Weltkriegs verhinderte allerdings eine umfassendere zivile Nutzung und sämtliche Fh 104 wurden im Folgenden der Luftwaffe überstellt. Bis zum Produktionsende im März 1941 wurden etwa 50 Maschinen gebaut. Beate Uhse entkam am 22. April 1945 vom Flugplatz Gatow (Berlin-Spandau) startend am Steuer einer Siebel Fh 104 aus Berlin, wo die Schlacht um Berlin tobte.

## Technische Daten
| Kenngröße             | Daten                                   |
| --------------------- | --------------------------------------- |
| Besatzung             | 1–2                                     |
| Passagiere            | 3–4                                     |
| Länge                 | 9,5 m                                   |
| Spannweite            | 12,0 m                                  |
| Höhe                  | 2,64 m                                  |
| Flügelfläche          | 22,3 m²                                 |
| Flügelstreckung       | 6,5                                     |
| Leermasse             | 1510 kg                                 |
| max. Startmasse       | 2350 kg                                 |
| Höchstgeschwindigkeit | 350 km/h                                |
| Reisegeschwindigkeit  | 335 km/h                                |
| Dienstgipfelhöhe      | 6600 m                                  |
| Reichweite            | 920 km                                  |
| Motorisierung         | 2 × Hirth HM 508 mit je 209 kW (284 PS) |
| Steigrate             | 6,0 m/s                                 |